# Morocco Temple
Il Morocco Temple è un edificio storico situato al 219 North Newnan Street a Jacksonville, in Florida, progettato dall'architetto Henry John Klutho e costruito tra il 1910 e il 1911. È un esempio unico di fusione tra lo stile Prairie School e il revival architettonico egiziano, ispirato alla tradizione mediorientale dei Shriners. L'edificio è inserito nel Registro Nazionale dei Luoghi Storici dal 29 novembre 1979.
Oltre alla sua architettura unica, il Morocco Temple rappresenta un'importante testimonianza della storia di Jacksonville nel XX secolo. L'edificio è uno dei pochi esempi di utilizzo dello stile egiziano negli Stati Uniti e un simbolo della crescita culturale e architettonica della città dopo il Grande Incendio del 1901

## Storia
L'edificio fu originariamente commissionato dalla Morocco Temple Association, la più antica sezione dei Shriners in Florida, per fungere da tempio e auditorium. Nel corso dei decenni, il Morocco Temple ospitò eventi importanti, tra cui un discorso del presidente William Howard Taft nel 1912 e spettacoli di celebrità come Shirley Temple.
Durante la prima metà del XX secolo, gli Shriners erano noti per il loro abbigliamento ispirato alla tradizione marocchina, con fez, abiti decorati e talvolta spade curve. L'edificio servì come sede principale fino al 1984, quando gli Shriners si trasferirono in una nuova struttura nei sobborghi di Jacksonville.
Nel 1986, il Morocco Temple fu acquistato e ristrutturato dalla compagnia di assicurazioni Cecil W. Powell & Co., che trasformò l'interno in spazi per uffici, preservando molti degli elementi architettonici originali.

## Architettura
Progettato da Henry John Klutho, il Morocco Temple è un capolavoro che combina influenze del revival egiziano e dello stile Prairie School, con dettagli ispirati al design di Frank Lloyd Wright. La facciata principale presenta:
- Colonne in terracotta con capitelli a forma di foglie di loto[1].
- Vetri artistici colorati, sculture a forma di sfingi e un ornamento a disco solare con teste di cobra[1].
- Motivi geometrici ripresi dall'architettura del Larkin Building e del Unity Temple di Wright[1]).

Gli interni originali comprendevano una scala curva "fluttuante", resa possibile dall'uso del cemento armato, e pavimenti in mosaico che simulavano tappeti orientali. Il soffitto dell'auditorium era dipinto di blu scuro e decorato con dischi di vetro illuminati per simulare un cielo stellato. Questo auditorium poteva ospitare fino a 1.500 persone ed era decorato con murales a tema arabo.

## Ristrutturazioni
Nel corso degli anni, il Morocco Temple ha subito modifiche significative:
- Anni '50: Il cornicione originale in metallo è stato rimosso e alcune finestre verticali sono state chiuse, alterando l'aspetto esterno[1].
- 1980-1986: Durante la ristrutturazione per trasformare l'edificio in uno spazio commerciale, l'auditorium è stato riempito per creare un ulteriore piano, distruggendo lo spazio originale[1][4].

Tuttavia, molti elementi decorativi, come i murales e le piastrelle in mosaico, sono stati restaurati e preservati).